# Circonscription de Dawa Chefa
La circonscription de Dawa Chefa est une des 135 circonscriptions législatives de l'État fédéré Amhara, elle se situe dans la Zone Oromia. Son représentant actuel est Ahmed Motuma Hassen.